# SLAR
A SLAR az angol Side Looking Airborne Radar rövidítése. Magyar elnevezése nem egységes, oldalra néző fedélzeti radarnak fordíthatjuk, de a szakmában leginkább az angol rövidítést használják. A SLAR célja a földfelszín térképezése, megfigyelése repülőeszköz fedélzetéről rádióhullámok segítségével. Napjainkban szinte kizárólag a továbbfejlesztett változatát, a szintetikus apertúrájú radart (SAR-t) használják. (A SLAR rövidítés a képalkotó módszer általános elrendezésére utal, a SAR rövidítés pedig a feldolgozási technikára, ami mögött szintén a SLAR képalkotás elve húzódik meg, azonban ma a SAR rövidítést többnyire az ilyen elvű képalkotó radarokra használják, pl. az Envisat, Radarsat műholdakon lévőkre.)

## A SLAR alapelve

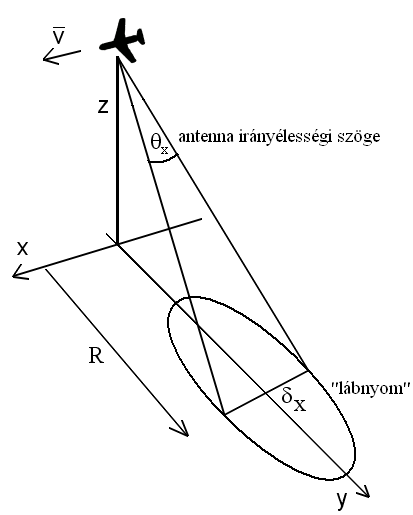
SLAR elve (az antenna lábnyoma)

A SLAR aktív képalkotó eszköz, a radar egyik típusa. A Föld (vagy más égitest) felszínét a többnyire a mikrohullámú tartományba tartozó elektromágneses hullám kibocsátásával és a visszavert jel érzékelésével térképezi fel. A SLAR képek több tulajdonságukban különböznek az optikai tartományban készült fényképektől:
- Saját sugárforrással rendelkezik, így nem függ a napszaktól.
- A mikrohullámú tartomány alsó felében (kb. 1–20 GHz) a felhők, köd, szmog, füst átlátszóak.
- A mikrohullámú tartományban a felszín visszaverőképessége más, mint optikaiban, vagyis más információkat lehet megtudni. A felszín geometriája erősen befolyásolja visszaverőképességét (mind a hullámhossz, mind az aktív megvilágítás miatt).
- Felbontása jelenleg egy métertől több kilométerig terjedhet

A SLAR eszköz polgári változatát általában kisrepülőgépekre szerelik. A katonai változat lehet harci vagy felderítő repülőgépen és pilóta nélküli repülőgépen is. Az apertúraszintézis technológiája segítségével műholdakon is alkalmazható (lásd például TerraSAR-X).
A SLAR monosztatikus radar, vagyis antennája adóként és vevőként is működik (időben elkülönülve). Az antennát úgy készítik, hogy haladási irányban nagyobb legyen a mérete, ez keskeny nyalábot biztosít. A haladásra merőleges irányban viszont kis szélességű, így nagyon széles nyalábot ad. Ezzel a nyalábbal soronként tudja letapogatni a felszínt, ahogy elrepül felette. 

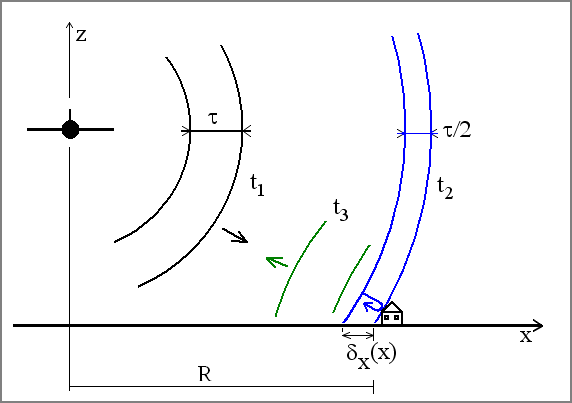
SLAR elve (x-z metszet)

Haladási irányban a nyaláb szélessége biztosítja a felbontást, merőleges irányban pedig a kisugárzott impulzus hossza, illetve sávszélessége. Ehhez az szükséges, hogy az antennanyaláb oldalra nézzen, vagyis a letapogatott terület a hordozótól oldalra helyezkedik el. Ekkor ugyanis a kibocsátott impulzus a felszín egyes elemeiről különböző időben verődik vissza, és így a visszavert és vett jel visszaérkezési ideje a távolsággal arányos lesz. Minél rövidebb a kisugárzott impulzus (vagy minél nagyobb a sávszélessége), annál jobb felbontást kaphatunk. (A merőleges irányú felbontás egyszerű impulzus esetén c/2T, ahol c a fénysebesség és T az impulzus hossza, általános esetben c/2B, ahol B a sávszélesség.)

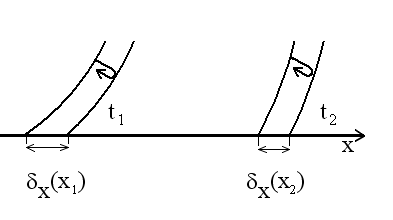
A radiális felbontás csökken a távolsággal

A felszín visszaverőképessége egyrészt függ azt azt alkotó anyag minőségétől (elektromos permittivitás és mágneses permeabilitás), másrészt a geometriájától (mennyire sima a felszín, milyen szögben áll az antennához képest). A fémek és a víz jó visszaverőképességgel rendelkeznek, alakjuktól függően azonban különbözőképpen jelenhetnek meg a képen. A sima vízfelszín például az antennával ellentétes irányba veri vissza az impulzust, így a visszavert jelben azon a helyen alacsony jelszint lesz, ezt általában fekete színnel jelölik a szürkeárnyalatos képen. Egy hullámzó tengerfelszín már valamennyi energiát visszaver az antenna felé is, így szürkének fog látszani. A tengeri olajfoltok csillapítják a hullámzást, így a környezetüknél sötétebbnek látszanak. Ezek a tulajdonságai miatt használható jól a SLAR vízfelszínek megfigyelésére. Egy összetett alakú fémtárgy (épület, jármű) általában fényes pontként látszik, ez vezet a katonai felhasználásra (a radar átlát a közönséges álcahálón). Alacsonyabb hullámhosszakon a talaj, illetve a növényzet nedvességtartalmát is megbecsülhetjük.
Rövidhullámon a SAR használható a kőzetrétegek feltérképezésére. A Mars Express (1.8 - 5 MHz) és a Mars Reconnaissance Orbiter (20 MHz) űrszondák radarjai a Mars felszíne alatt rejtőző víz, illetve jégrétegek felderítésére készültek, néhány méteres mélységig képesek érzékelni. (Léteznek még alacsonyabb frekvenciájú kőzetradarok is, de azok már nem a SLAR-SAR kategóriába tartoznak.)

## Továbbfejlesztése
A merőleges irányú felbontást illesztett szűrők használatával (kiterjesztett spektrumú moduláció vagy impulzuskompresszió elve) javíthatjuk. Ekkor a régebben használt nagyon rövid impulzus helyett egy hosszabbat (de kisebb amplitúdójút) bocsátunk ki, amelyre egy egyedi kódot ültetünk frekvencia- vagy fázismodulációval. Vételkor egy erre a modulációra illesztett szűrővel összenyomhatjuk a jelet, így az impulzus hosszánál jóval kisebb (jobb) felbontást kapunk. A módszer alapelvét használják a kódosztásos többszörös hozzáférésnél is, ahol a frekvenciatartomány jobb kihasználása és titkosítás valósítható meg vele.
Az apertúraszintézis elvét kihasználva szintetikus apertúrájú radart (SAR) készíthetünk, amely a haladási irányú felbontást javítja (az elv az antennarendszerek elvén alapul). A SAR előnye a SLAR-ral szemben, hogy a magassággal nem romlik a felbontása, így lehetővé válik a műholdakra való telepítése. Műholdakról nagyobb területet lehet lefedni, így például nyomonkövethető az amazonasi őserdők irtása, az antarktiszi jégmezők vándorlása és olvadása. A SAR segítségével háromdimenziós képet is kaphatunk, így digitális domborzati modellek (DTM) készítésére is alkalmas. Ilyen radar tette lehetővé az optikai tartományban átlátszatlan felhőzettel rendelkező Vénusz feltérképezését (Magellan űrszonda). Interferometriás technikával akár centiméteres magasságváltozások is észlelhetőek földrengések után. A SAR elve földi telepítésű mobil radarokra is használható.

## A SLAR alkalmazásai
- Általános célú földtérképezés
- Katonai felderítés
- Mezőgazdasági megfigyelés
- Vízrajzi megfigyelés
- Kőzetradar
- Más égitestek feltérképezése

## Külső hivatkozások
- https://web.archive.org/web/20060213105537/http://www.agt.bme.hu/tutor_h/terinfor/t34a.htm